# Текија (Параћин)
Текија је насеље у Србији у општини Параћин у Поморавском округу. Према попису из 2022. било је 1121 становника.
Овде се налазе Запис Симића орах (Текија), Запис Грујића орах (Текија), Запис Митића орах (Текија) и Запис Ђорђевића орах (Текија).

## Демографија
У насељу Текија живи 939 пунолетних становника, а просечна старост становништва износи 35,7 година (35,9 код мушкараца и 35,6 код жена). У насељу има 327 домаћинстава, а просечан број чланова по домаћинству је 3,82.
Ово насеље је великим делом насељено Србима (према попису из 2002. године).
|  |

| Демографија | Демографија | Демографија |
| Година      | Становника  | Становника  |
| ----------- | ----------- | ----------- |
| 1948.       | 316         |             |
| 1953.       | 415         |             |
| 1961.       | 436         |             |
| 1971.       | 542         |             |
| 1981.       | 960         |             |
| 1991.       | 1.169       | 1.122       |
| 2002.       | 1.251       | 1.302       |

| Етнички састав према попису из 2002.‍ | Етнички састав према попису из 2002.‍ | Етнички састав према попису из 2002.‍ | Етнички састав према попису из 2002.‍ | Етнички састав према попису из 2002.‍ |
| ------------------------------------ | ------------------------------------ | ------------------------------------ | ------------------------------------ | ------------------------------------ |
|                                      |                                      |                                      |                                      |                                      |
| Срби                                 | Срби                                 |                                      | 1.191                                | 95,20%                               |
| Роми                                 | Роми                                 |                                      | 48                                   | 3,83%                                |
| Албанци                              | Албанци                              |                                      | 3                                    | 0,23%                                |
| Македонци                            | Македонци                            |                                      | 2                                    | 0,15%                                |
| Црногорци                            | Црногорци                            |                                      | 1                                    | 0,07%                                |
| Бошњаци                              | Бошњаци                              |                                      | 1                                    | 0,07%                                |
| непознато                            | непознато                            |                                      | 2                                    | 0,15%                                |

| Година пописа     | 1948. | 1953. | 1961. | 1971. | 1981. | 1991. | 2002. |
| ----------------- | ----- | ----- | ----- | ----- | ----- | ----- | ----- |
| Број домаћинстава | 55    | 73    | 101   | 133   | 246   | 303   | 327   |

| Број чланова      | 1  | 2  | 3  | 4  | 5  | 6  | 7  | 8 | 9 | 10 и више | Просек |
| ----------------- | -- | -- | -- | -- | -- | -- | -- | - | - | --------- | ------ |
| Број домаћинстава | 33 | 62 | 47 | 80 | 36 | 50 | 11 | 3 | 2 | 3         | 3,82   |

| Пол    | Укупно | Неожењен/Неудата | Ожењен/Удата | Удовац/Удовица | Разведен/Разведена | Непознато |
| ------ | ------ | ---------------- | ------------ | -------------- | ------------------ | --------- |
| Мушки  | 491    | 110              | 348          | 21             | 11                 | 1         |
| Женски | 499    | 86               | 351          | 47             | 13                 | 2         |
| УКУПНО | 990    | 196              | 699          | 68             | 24                 | 3         |

| Пол    | Укупно                    | Пољопривреда, лов и шумарство | Рибарство                            | Вађење руде и камена | Прерађивачка индустрија       |
| ------ | ------------------------- | ----------------------------- | ------------------------------------ | -------------------- | ----------------------------- |
| Мушки  | 225                       | 8                             | 0                                    | 0                    | 93                            |
| Женски | 124                       | 7                             | 0                                    | 0                    | 53                            |
| УКУПНО | 349                       | 15                            | 0                                    | 0                    | 146                           |
| Пол    | Производња и снабдевање   | Грађевинарство                | Трговина                             | Хотели и ресторани   | Саобраћај, складиштење и везе |
| Мушки  | 1                         | 31                            | 18                                   | 2                    | 10                            |
| Женски | 0                         | 0                             | 19                                   | 3                    | 2                             |
| УКУПНО | 1                         | 31                            | 37                                   | 5                    | 12                            |
| Пол    | Финансијско посредовање   | Некретнине                    | Државна управа и одбрана             | Образовање           | Здравствени и социјални рад   |
| Мушки  | 0                         | 1                             | 2                                    | 7                    | 2                             |
| Женски | 1                         | 1                             | 2                                    | 2                    | 5                             |
| УКУПНО | 1                         | 2                             | 4                                    | 9                    | 7                             |
| Пол    | Остале услужне активности | Приватна домаћинства          | Екстериторијалне организације и тела | Непознато            | Непознато                     |
| Мушки  | 6                         | 0                             | 0                                    | 44                   | 44                            |
| Женски | 3                         | 0                             | 0                                    | 26                   | 26                            |
| УКУПНО | 9                         | 0                             | 0                                    | 70                   | 70                            |